# Nupserha nyanzana
Nupserha nyanzana är en skalbaggsart som beskrevs av Stefan von Breuning 1950. Nupserha nyanzana ingår i släktet Nupserha och familjen långhorningar. Inga underarter finns listade i Catalogue of Life.